# Kaersutite
La kaersutite (simbolo IMA: Krs) è un minerale del supergruppo dell'anfibolo, all'interno del quale viene collocato nel "gruppo degli anfiboli con W(O)-dominante" e da lì ai minerali del "gruppo contenente la radice kaersutite nel nome"; essendo un anfibolo, appartiene agli inosilicati e pertanto alla famiglia minerale dei "silicati"; possiede composizione chimica NaCa2(Mg3AlTi4+)(Si6Al2)O22O2.
La kaersutite è definita con:
- sodio dominante in posizione A
- magnesio dominante in posizione C2+
- alluminio dominante in posizione C3+

## Etimologia e storia
La kaersutite stata descritta per la prima volta nel 1884 e prende il nome dal villaggio di Qaarsut (Kaersut) facente parte del comune di Avannaata nel nord della Groenlandia.

## Classificazione
La classica nona edizione della sistematica dei minerali di Strunz, aggiornata dall'Associazione Mineralogica Internazionale (IMA) fino al 2009, elenca la kaersutite nella classe "9. Silicati (germanati)" e da lì nella sottoclasse "9.D Inosilicati"; questa viene suddivisa più finemente in base alla struttura del minerale, in modo tale che la kaersutite possa essere trovata nella sezione "9.DA Inosilicati con catene singole di periodo 2, Si2O6; famiglia del pirosseno" dove forma il sistema nº 9.DE.10.
Tale classificazione viene in piccola parte rivista nell'edizione successiva, proseguita dal database "mindat.org" e chiamata Classificazione Strunz-mindat, dove la kaersutite occupa i medesimi classe, sottoclasse e sezione della nona edizione, per poi venire smistata nel sistema nº 9.DE.15.
Nella Sistematica dei lapis (Lapis-Systematik) di Stefan Weiß la kaersutite si trova nella classe dei "silicati" e nella sottoclasse degli "inosilicati"; qui si trova nella sezione riservata ai minerali con struttura "[Si4O11] a due bande 6-; gruppo degli anfiboli; Ca2-anfiboli" dove forma il sistema nº VIII/F.10.
Anche la classificazione dei minerali secondo Dana, usata principalmente nel mondo anglosassone, elenca la kaersutite nella famiglia dei "silicati", qui è nella classe degli "inosilicati: catene doppie non ramificate, W=2" e nella sottoclasse degli "inosilicati: catene doppie non ramificate, configurazione anfibolo W=2" dove forma il "gruppo 2, Anfiboli di calcio" insieme ad aluminotschermakite, alumino-magnesio-orneblenda, edenite, magnesiosadanagaite, pargasite e tremolite con il sistema nº 66.01.03a.

## Abito cristallino
La kaersutite cristallizza nel sistema monoclino nel gruppo spaziale C2/m (gruppo nº 12) con i parametri reticolari a = 9,89 Å, b = 18,06 Å, c = 5,31 Å e β = 105,41°, oltre ad avere 2 unità di formula per cella unitaria.

## Origine e giacitura
La kaersutite è comune come fenocristalli nelle rocce vulcaniche alcaline, nei noduli gabbrici e peridotitici nei basalti alcalini, nelle sieniti, monzoniti, tufi carbonatitici e gabbri alcalini; la paragenesi è con augite ricca di titanio, rhönite, olivina, ilmenite, spinello, plagioclasio e pargasite ricca di titanio.
La kaersutite è stata trovata in numerosi siti sparsi per il mondo. Qui si ricorda solo la sua località tipo, "Østerfjeld" nei pressi di Qaarsut (Kaersut) nella Groenlandia settentrionale.

## Forma in cui si presenta in natura
La kaersutite si presenta comunemente come fenocristalli ben formati con sezioni basali rombiche, prismatici, di dimensioni fino a 10 cm, ma anche come aggregati granulari. Il minerale è traslucido con lucentezza vitrea; il colore va dal marrone scuro al nero, mentre il colore del suo striscio è grigio-brunastro pallido.